# PKP-Baureihe SM48
Die Lokomotiven der Baureihe SM48 der Polnischen Staatsbahnen (PKP) sind Diesellokomotiven für die Beförderung von Güterzügen und für den Rangierdienst.

## Baureihe SM48 der PKP
Bereits seit 1960 wurden bei der Maschinenfabrik Brjansk in Brjansk (Sowjetunion) dieselelektrische Lokomotiven der Baureihe ТЭМ2 für die Sowjetischen Eisenbahnen (SŽD) gebaut. Ab 1974 wurden diese unter der Bezeichnung TEM2 an polnische Industriebahnen geliefert. Die PKP erhielten diese Bauart ab 1976 und bezeichneten sie als Baureihe SM48. Von der Baureihe ТЭМ2 unterscheiden sich die für die PKP gebauten Lokomotiven durch eine geringfügig kürzere Länge von 16.970 statt 17.029 mm.
Von 1976 bis 1978 wurden 86 SM48 gebaut. Eine weitere 1982 gebaute TEM2 aus Industriebeständen gelangte 1983 als SM48-087 zu den PKP. Erst 1987 und 1988 erhielten die PKP weitere 43 SM48. Ein Teil der SM48 wurde in der sowjetischen Breitspur (Spurweite 1524 mm) für die Linia Hutnicza Szerokotorowa zwischen Sławków (bei Będzin) und der Grenze zur Sowjetunion (heute Ukraine) bei Hrubieszów beschafft.
Einige SM48 wurden bereits ausgemustert. 2007 waren noch 118 SM48 im Bestand der PKP und im Osten Polens mit Übergabezügen und als Rangierlokomotiven im Einsatz.
Einige Lokomotiven wurden bei Newag zum Typ 15D bzw. 16D (Breitspur) umgebaut, wobei von der Spenderlok nur Drehgestelle, Fahrmotoren und Hauptrahmen verwendet werden. Es kommt ein 1550-kW-Motor des Typs 3512C von Caterpillar zum Einsatz. Die modernisierten Lokomotiven sind mit einer Klimaanlage ausgestattet.

## TEM2 bei Industriebahnen
Von 1974 bis 1989 wurden insgesamt 310 TEM2 an polnische Industriebahnen geliefert. Sie entsprechen mit der Länge von 17.029 mm der Standardausführung.
Parallel zu den TEM2 wurden polnische Industriebahnen mit der der Baureihe SM31 entsprechenden Bauart Ls1200 und der der Baureihe T 669.0 der Tschechoslowakischen Staatsbahnen entsprechenden Bauart S200 beliefert.

## Bilder

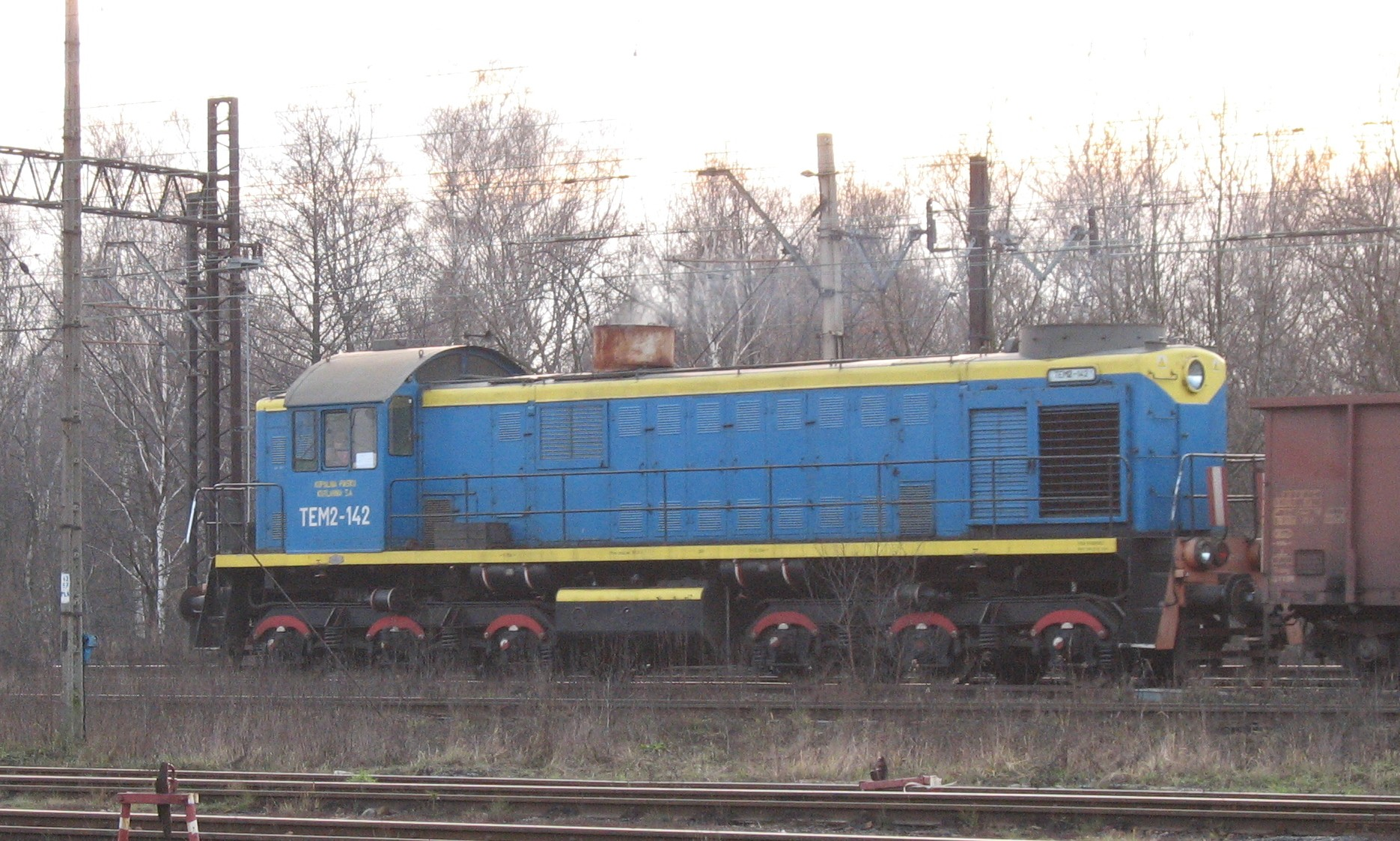
TEM2-142 der Kopalnia Piasku Kotlarnia in Gliwice-Sośnicy (2007)
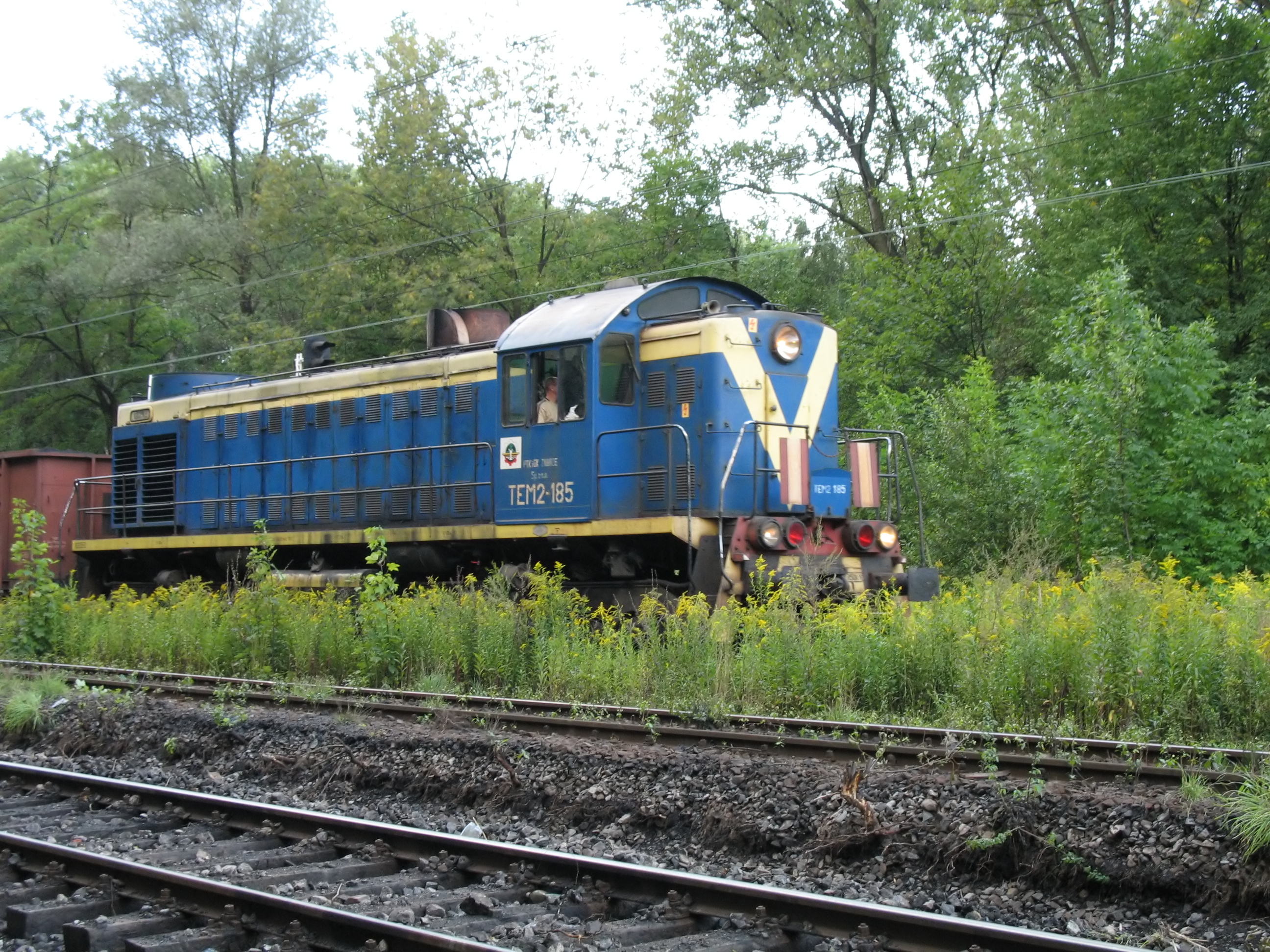
TEM2-185 des PTKiGK in Zabrze (2006)
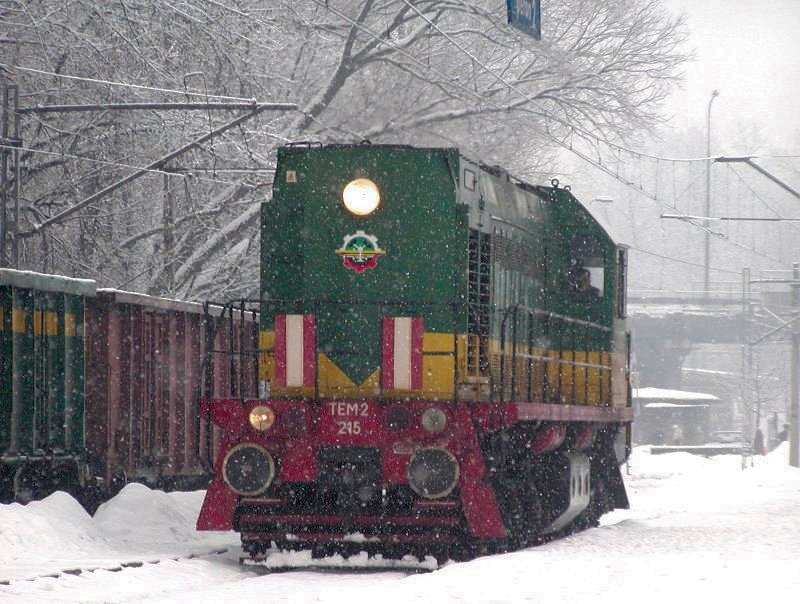
TEM2-215 des PTKiGK in Cieszyn (2005)